# Братя и сестри
Братя и сестри е обобщаващо понятие за деца, родени от една и съща двойка родители или от един общ и един различен родител. В българския език няма еднозначна дума за това родство. На други езици братя и сестри се превежда като sibling – на английски, Geschwister – на немски, fratrie – на френски, sourozenec – на чешки. Синовете спрямо родителите се наричат братя, а дъщерите – сестри.

## Степен на родство
В зависимост от степента на родство братята и сестрите могат да бъдат:
- Пълнокръвни (родни) – от една и съща двойка биологични родители,
- Полукръвни (природени) – от един общ и един различен биологичен родител,
- Доведени братя или сестри – когато двама родители нямат общи деца, но имат синове или дъщери от предишни бракове или ако двойката е бездетна, но е осиновила деца от различни родители.

Обикновено братята и сестрите израстват заедно в едно семейство и изпитват силни чувства един към друг – любов, привързанаст. Често имат сходни интереси и си приличат един на друг, особено еднояйчните близнаци. Отношенията могат и да се усложнят, най-често във връзка с получаването на наследство.

## Поредност
- Първороден – първородният син. В патриархалните семейства получава най-голямото наследство (правило на майората), а в династичните семейства – правото да управлява, вж. Примогенитура.
- Най-малък син – като син, който остава в семейството и се грижи за родителите си, според някои древни обичаи получава наследството (правило на минората).
- Багренороден – в средновековна Византия и България. Не е първи син на владетеля, но като първи роден след неговото коронясване добива правото на престолонаследник.
- Дъщерите обикновено са получавали зестра, когато се омъжат.

В съвременна България братята и сестрите са с еднакви наследствени права, уредени в Закона за наследството от 1949 г., вж. Закон за наследството.

## Други значения
В преносен смисъл Братя и сестри се използва за членове от едно племе, народ или нация, религиозни или политико-социални общности.